# Stefania De Michele
Stefania De Michele (Cagliari, 23 aprile 1971) è un'ex cestista, giornalista e conduttrice televisiva italiana.

## Biografia
Cresciuta nel settore giovanile della Fulgens di Cagliari, viene acquistata dalla Standa Milano sponsorizzata Gemeaz. Nel 1991 debutta con la Nazionale partecipando ai Giochi del Mediterraneo. Si ritira nel 1995, laureandosi in scienze politiche. Giornalista, diviene conduttrice televisiva per l'emittente Sardegna Uno.

## Palmarès
- Coppa Ronchetti: 1

BF Milano: 1990-1991